# سكوت كاري
سكوت كاري (بالإنجليزية: Scott Curry)‏ هو لاعب كرة قدم أمريكية أمريكي، ولد في 25 ديسمبر 1975.

## وصلات خارجية
- سكوت كاري على موقع مرجع كرة القدم المحترفة.كوم (الإنجليزية)